# Liste des maires de Cosne-Cours-sur-Loire
La liste des maires de Cosne-Cours-sur-Loire présente la liste des maires de la commune française de Cosne-sur-Loire (de 1792 à 1973) puis de Cosne-Cours-sur-Loire (depuis 1973), située dans le département de la Nièvre en région Bourgogne-Franche-Comté.

## L'Hôtel de ville

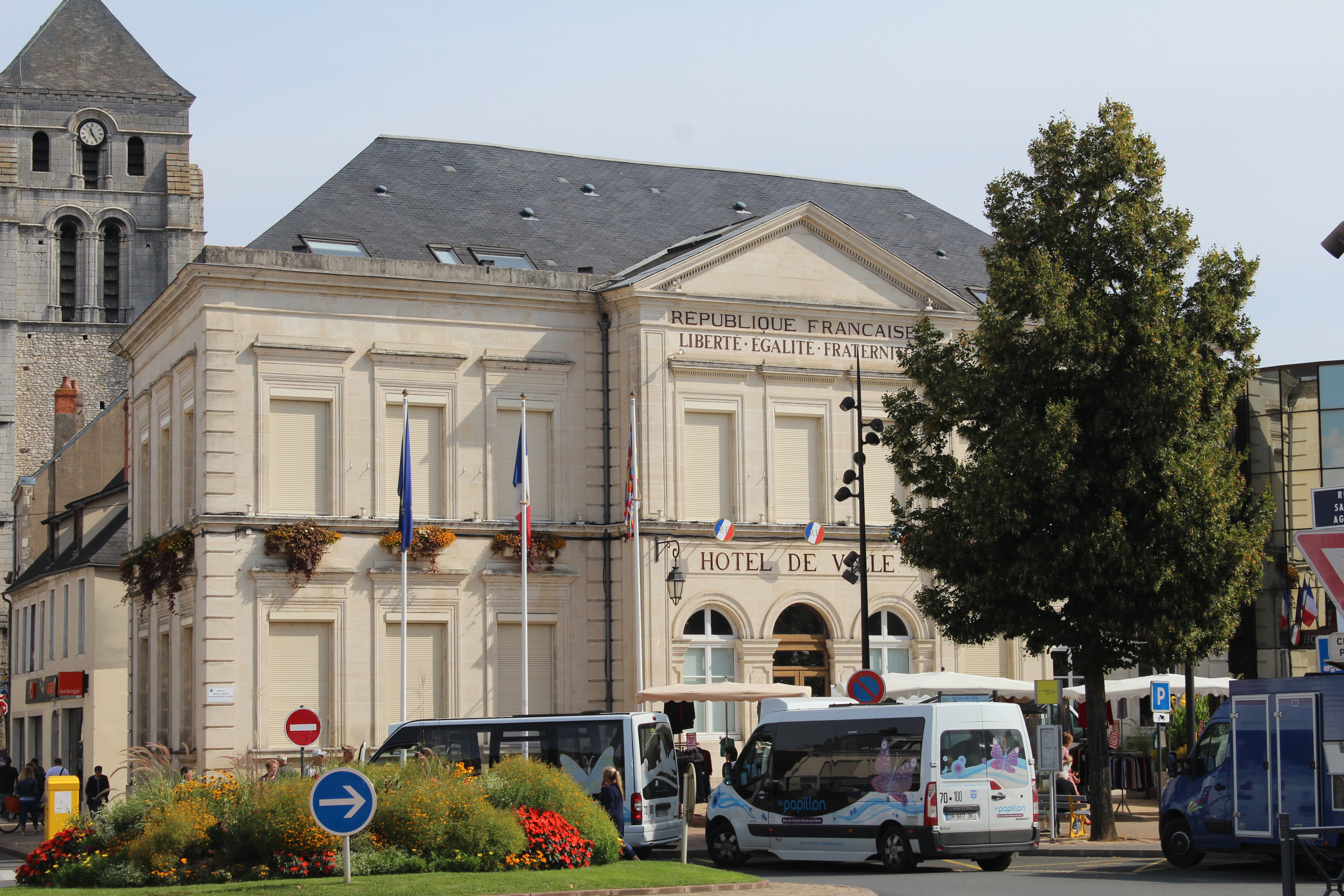
L'hôtel de ville.

## Liste des maires

### Entre 1790 et 1945
| Période                                  | Période               | Identité                             | Étiquette   | Qualité |
| ---------------------------------------- | --------------------- | ------------------------------------ | ----------- | --- |
| Les données manquantes sont à compléter. |                       |                                      |             | |
| 1792                                     | 1793                  | M. Le Meunier                        |             | Curé de la paroisse de Saint-Agnan                                                                                  |
| 1793                                     | 1796                  | Jérusalem Frappier                   |             | |
| 1796                                     | 1796                  | François Moreau                      |             | Agent municipal |
| 1796                                     | 1798                  | Edme Thibault Clermonte              |             | Agent municipal |
| 1798                                     | 1800                  | M. Grangier de la Marinière          |             | |
| 1800                                     | 1801                  | Jean Anselme Le Rasle (1749-1821)    |             | |
| 1801                                     | 1811                  | Charles Ferrand                      |             | |
| 1811                                     | 1815                  | M. Delurieu                          |             | |
| 1815                                     | 1816                  | Edme-Nicolas Laurent                 |             | |
| 1816                                     | 1829                  | Antoine François Maillet             |             | |
| 1829                                     | 1832                  | Laurent Louis Frossard des Rivières  |             | Propriétaire Conseiller d'arrondissement (1833 → 1845)                                                              |
| 1832                                     | 1837                  | Jean Jacques Auboué                  |             | Conseiller d'arrondissement (1833 → 1839)                                                                           |
| 1837                                     | 1846                  | Jules Moineau (1797-1882)            |             | Notaire, propriétaire Conseiller d'arrondissement (1842 → 1861)                                                     |
| 1846                                     | 1848                  | Nicolas Leboeuf                      |             | |
| 1848                                     | 1848                  | Eugène Gambon                        |             | |
| 1848                                     | 1852                  | Louis Marie Thomas                   |             | |
| 1852                                     | 1857                  | Nicolas Leboeuf                      |             | |
| 1857                                     | 1870                  | Antoine Bichier des Ages (1801-1882) |             | Ancien substitut du procureur du Roi Conseiller d'arrondissement (1855 → ?)                                         |
| 1870                                     | 1874                  | Pierre Limet                         | Républicain | Propriétaire Conseiller général de Cosne-sur-Loire (1871 → 1883)                                                    |
| 1874                                     | 1878                  | M. Jolivet                           |             | |
| 1878                                     | 1884                  | Pierre Limet                         | Républicain | Propriétaire Conseiller général de Cosne-sur-Loire (1871 → 1883)                                                    |
| 1884                                     | 1886                  | Félix Paponot                        |             | Ingénieur |
| 1886                                     | 1892                  | Eugène Courrier                      |             | |
| 1892                                     | 1900                  | François Vautier                     |             | |
| 1900                                     | 1908                  | Claude Goujat                        | PRRRS       | Ancien avoué à Château-Chinon Député de la Nièvre (1893 → 1910) Conseiller général de Cosne-sur-Loire (1889 → 1895) |
| 1908                                     | 1910                  | Adrien Foucher                       |             | |
| 1910                                     | 1912                  | Louis Chanson                        |             | |
| 1912                                     | 1919                  | Pierre Belleau                       |             | |
| 1919                                     | décembre 1926 (décès) | Claude Goujat                        | PRRRS       | Liquidateur judiciaire et expert auprès des tribunaux Ancien député de la Nièvre (1893 → 1910)                      |
| décembre 1926                            | 1929                  | M. Perrot                            |             | |
| 1929                                     | 1944                  | Pierre Lallement                     |             | Directeur d'une fabrique de limes, râpes et outils                                                                  |
| 1944                                     | 1945                  | P. Couturier                         |             | |

### Entre 1945 et 1973
| Période      | Période      | Identité        | Étiquette | Qualité |
| ------------ | ------------ | --------------- | --------- | --- |
| mai 1945     | octobre 1947 | Étienne Testard |           | Vétérinaire, ancien résistant et déporté |
| octobre 1947 | mars 1971    | Jacques Gadoin  | GD DVD    | Banquier, ancien sous-préfet Sénateur de la Nièvre (1946 → 1965) Conseiller général de Cosne-sur-Loire (1945 → 1970) Vice-président du conseil général de la Nièvre |
| mars 1971    | janvier 1973 | Robert Nabéris  | DVD       | Chef d'entreprise |

### Depuis 1973
Depuis la création de la commune de Cosne-Cours-sur-Loire, sept maires se sont succédé.
| Période      | Période                       | Identité                    | Étiquette   | Qualité |
| ------------ | ----------------------------- | --------------------------- | ----------- | --- |
| janvier 1973 | mars 1977                     | Robert Nabéris              | DVD         | Chef d'entreprise |
| mars 1977    | mars 1989                     | Jacques Huyghues des Étages | PS          | Médecin Député de la Nièvre (2e circ.) (1973 → 1986 et 1988 → 1993) Conseiller général de Cosne-Cours-sur-Loire (1970 → 1982)                                                                                   |
| mars 1989    | mars 2008                     | Didier Béguin               | UDF puis NC | Préparateur en pharmacie Député de la Nièvre (2e circ.) (1993 → 1997) Conseiller général de Cosne-Cours-sur-Loire-Sud (1985 → 1994)                                                                             |
| mars 2008    | mars 2014                     | Alain Dherbier              | PS          | Cadre BTP retraité Président de la CC Loire et Nohain (? → 2017) |
| mars 2014    | juillet 2020                  | Michel Veneau               | DVD         | Retraité de la viticulture Conseiller général de Cosne-Cours-sur-Loire-Sud (2001 → 2015) Conseiller départemental de Cosne-Cours-sur-Loire (2015 → 2021) 3e vice-président de la CC Cœur de Loire (2017 → 2020) |
| juillet 2020 | juin 2025 (décès)             | Daniel Gillonnier           | DVG         | Chef d'entreprise retraité 1er vice-président de la CC Cœur de Loire (2020 → 2025) |
| juin 2025    | En cours (au 12 juillet 2025) | Gilbert Lienhard            |             | Retraité de la Gendarmerie Premier adjoint au maire (2020 → 2025) 7e vice-président de la CC Cœur de Loire (2025 → )                                                                                            |

## Conseil municipal actuel
Les 29 sièges composant le conseil municipal ont été pourvus le 28 juin 2020 à l'issue du second tour. Actuellement, il est réparti comme suit : 